# Lleis de Grimm i Verner

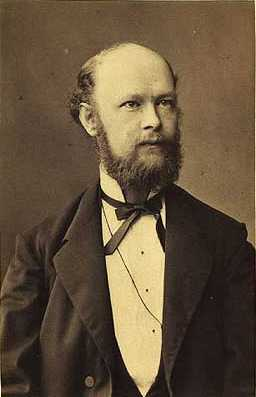
Fotografia de Karl Verner.

 Aquest article tracta fonamentalment de les lleis de Grimm i Verner. Per a informació sobre la llei de Grimm, vegeu  Llei de Grimm . 
Les  lleis de Grimm i Verner  són una sèrie de lleis fonètiques que estudien la correspondència fonètica entre els fonemes de les llengües que es relacionen entre si, cosa que suposa que un determinat so es comporta sempre de la mateixa manera sota idèntiques condicions en qualsevol llengua del mateix grup.
Això és degut al fet que les llengües, històricament, han començat a divergir en separar-se els grups de parlants i divergeixen els seus accents. Per aquest motiu, les separacions fonètiques reflecteixen els canvis d'accents en el grup de parlants.
A més d'aquestes lleis fonètiques, més tard, altres autors van trobar més lleis fonètiques aplicables a la descripció de les llengües indoeuropees.